# Hickleton Hall
Hickleton Hall es una casa señorial georgiana catalogada como Grado II  en Hickleton, South Yorkshire, Inglaterra, a unas 6 millas (10 km) al oeste de Doncaster. Durante más de 50 años (hasta 2012) fue un hogar de Sue Ryder Care. Se estaba convirtiendo en apartamentos de lujo y ahora está a la venta nuevamente.
Fue construido en 1745-1748 de sillar de piedra caliza con cubiertas de pizarra graduada. La gama principal tiene una fachada de siete bahías con pabellones que la flanquean. 

## Historia
En el siglo XVI, una casa llamada Hickleton Palace se encontraba en el sitio, construida para el juez Francis Rodes. El edificio actual se construyó entre 1745 y 1748, justo al sur de la casa original, diseñada por el arquitecto James Paine para Godfrey Wentworth de Woolley, cerca de Barnsley, quien había comprado la propiedad alrededor de 1730. Hizo ampliar la casa alrededor de 1775 con la adición de dos alas bajas a cada lado y un ala de sirvientes. Murió en 1789 y el Salón fue heredado por su nieto, Godfrey Wentworth Armytage, quien cambió su nombre a Godfrey Wentworth Wentworth. Fue nombrado Alto Sheriff de Yorkshire entre 1796 y 1797. Cuando su negocio bancario fracasó, se vio obligado a venderlo.
Fue comprado en 1828 por Sir Francis Lindley Wood, segundo baronet de Hemsworth y Garrowby y, a su muerte en 1846, pasó a su hijo Charles Wood, tercer baronet (1800-1885). Charles Wood fue diputado por Grimsby, Wareham, Halifax y Ripon . Fue ministro de Hacienda de 1846 a 1852 y creó al vizconde de Halifax en 1866. Murió en 1885 aquí, que luego fue heredado por su hijo Charles Lindley Wood, el segundo vizconde y, a su muerte, por su hijo, Edward Wood, el tercer vizconde Halifax, quien fue virrey de la India desde 1926. a 1929, Secretario de Relaciones Exteriores de 1938 a 1940 y creado Conde de Halifax en 1944.
En la Segunda Guerra Mundial la casa fue el cuartel general del I Cuerpo tras la evacuación de Dunkerque en mayo de 1940.
La familia Halifax prefirió su propiedad en Garrowby a Hickleton y en 1947 vendió el contenido de Hickleton Hall y arrendó las instalaciones como una escuela para niñas, la escuela de la Iglesia de Inglaterra de St Hilda dirigida por miembros de la Orden del Convento del Santo Paráclito ). Desde 1961 hasta 2012, el edificio y el parque inmediato fueron administrados por Sue Ryder Care como Sue Ryder Home. El edificio se ofreció a la venta en 2015.

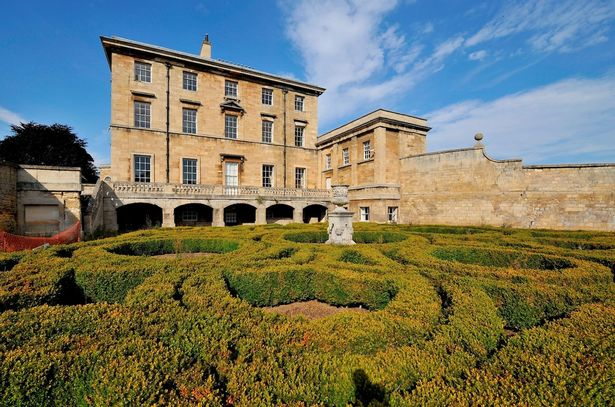
Cara sur de Hickleton Hall